# Роза (фильм, 1986)
«Роза» (иер. трад. 神勇雙響炮續集, упр. 神勇双响炮续集, кант.-рус.: Сань юн сён хён пау чук чап, англ. Rosa) — гонконгский кинофильм 1986 года режиссёра Джо Чёна с участием Юань Бяо. Одним из сценаристов выступил Вонг Карвай, а продюсером — Саммо Хун.

## Сюжет
Ха по прозвищу Животное — элитный член Криминального следственного отдела Полиции Гонконга. Однажды, при аресте преступника, Ха случайно унижает главного инспектора Тхиня, которого в результате понижают в должности. Лёйкун, другой офицер Криминального следственного отдела, своими действиями вызывает преждевременные роды жены Тхиня в автомобильной аварии, во время преследования нарушителей закона. Позже обоих офицеров переводят в Отдел расследований под руководство Тхиня. У Лёйкуна есть младшая сестра Лёй-лёй, о которой он заботится и дорожит ею. Тем не менее, при случайном стечении обстоятельств, Ха знакомится с Лёй-лёй, и у них возникает роман, к недовольству Лёйкуна. Позднее два офицера ведут дело по поимке Лэй Вайфуна, бывшего агента под прикрытием, ставшего мошенником и крупнейшим наркоторговцем в Азии.

## В ролях
| Актёр       | Роль                                |
| ----------- | ----------------------------------- |
| Юань Бяо    | «Животное» Ха                       |
| Лоуэлл Лоу  | Ю Лёйкун                            |
| Лу Сяофэнь  | Роза                                |
| Кара Хуэй   | сестра Ю Лёйкуна Лёй-лёй            |
| Пол Чхёнь   | Тхинь                               |
| Дик Вэй     | ассистент Пинтхона в белом костюме  |
| Чун Фат     | ассистент Пинтхона в чёрном костюме |
| Джеймс Тянь | Вон Пинтхон                         |
| Чарли Чхоу  | Лэй Вайфун                          |

## Кассовые сборы
Премьера картины в кинопрокате Гонконга состоялась 20 июня 1986 года. Завершившийся 2 июля прокат принёс фильму 11 108 518 HK$.

## Восприятие
Кинофильм снискал благосклонные оценки кинокритиков. Эндрю Сароч, поставивший «Розе» 3,5 звезды из 5, резюмирует, что «тогда как „Роза“ не является одним из лучших комедийных боевиков, появившихся из Гонконга в 80-х, его по-прежнему неизменно можно смотреть». Борис Хохлов с такой же оценкой фильму пишет, что «это максимально примитивная сюжетно экшен-комедия, далёкая от реальности настолько, насколько это вообще возможно», хотя «она отменно развлекает, оставаясь при этом зрелищем максимально непритязательным и необязательным».